# Българско училище „Родолюбие“ (Валенсия)
Българското училище „Родолюбие“ (на испански: Escuela búlgara "Rodolyubie") е училище на българската общност в град Валенсия, автономна област Валенсия, Испания. Създадено е през 2010 г. В него се обучават ученици от 1-ви до 12-ти клас, които изучават български език и литература, история и география на България. От 2010 г. директорка на училището е Сийка Мудиева.

## История
Училището е създадено през март 2010 г. като проект на асоциацията „Бялата лястовица“ във Валенсия.